# Amaurobius phaeacus
Amaurobius phaeacus là một loài nhện trong họ Amaurobiidae.
Loài này thuộc chi Amaurobius. Amaurobius phaeacus được miêu tả năm 1998 bởi Konrad Thaler & Knoflach.